# Thomas Monconduit
Thomas Monconduit (* 10. Februar 1991 in Drancy) ist ein französischer Fußballspieler.

## Karriere
Monconduit wuchs in der Umgebung von Paris auf und begann dort mit dem Fußballspielen. 2005 wechselte er von einem kleinen Verein aus seiner Geburtsstadt Drancy in die Jugendabteilung des Profiklubs US Créteil. Ein Jahr darauf wurde er ins INF Clairefontaine aufgenommen und ausgebildet, ehe er 2007 zur AJ Auxerre ging. In Auxerre stand er zur Saison 2008/09 erstmals im Kader der Reservemannschaft, wurde aber in dieser zunächst nur sporadisch eingesetzt, auch wenn er in den Jahren 2009 und 2010 insgesamt sechs Mal für die französische U-19-Auswahl auflief.
Nachdem er sich in der Spielzeit 2010/11 zunächst in der zweiten Mannschaft etablieren konnte, rückte er bei Auxerre für die folgende Saison in den Profikader auf. Obwohl er nicht zum Einsatz kam, musste er mit dem Abstieg in die zweite Liga den ersten Abstieg seiner Karriere hinnehmen. In dieser Spielklasse gelang ihm sein Profidebüt, als er am 11. Dezember 2012 beim 4:2 gegen Chamois Niort in der 40. Minute für Prince Segbefia eingewechselt wurde. Am 12. Januar 2013 stand er beim 1:2 gegen den SM Caen erstmals in der Startformation und kam über 90 Minuten zum Einsatz. Zum Saisonende hin erkämpfte Monconduit sich einen Stammplatz, den er in der nachfolgenden Spielzeit behaupten konnte. Sein Vertrag wurde allerdings am Ende der Spielzeit 2013/14 nicht verlängert und Monconduit blieb anschließend vereinslos. Im Sommer 2015 fand er im Drittligisten SC Amiens einen neuen Arbeitgeber und war ein Jahr darauf am Aufstieg in die Zweitklassigkeit beteiligt. Ab 2017 spielte er mit dem Verein in der Ligue 1. Im Sommer 2020 erfolgte der Wechsel zum FC Lorient. Nach zwei Jahren verließ er den Verein und schloss sich der AS Saint-Étienne an.
Bei Saint-Étienne absolvierte er zwei Saisons mit jeweils 23 Einsätzen in der Ligue 2. Am Ende der zweiten Spielzeit gelang ihm mit dem Klub der Aufstieg in die Ligue 1. In der Hinrunde der darauffolgenden Saison 2024/25 kam er jedoch nicht mehr zum Einsatz. Im Februar 2025 kehrte Monconduit schließlich zu seinem ehemaligen Verein SC Amiens zurück.